# Einar Håreksson Fluga
Einar Håreksson Fluga var en mäktig hövding, översittare och dråpsman, som var ökänd för att aldrig betala böter för dem han slog ihjäl. Han tillhörde Thjottaätten,  och var son till Hårek av Tjøtta och sonson till Eyvind skaldaspillir.
Sneglu-Halle (Sneglu-Halli) eller Gröt-Halle (Grautar-Halli) hette en man. Han var en isländsk skald och skämtare, som under några år på 1050-talet uppehöll sig som en slags diktande hovnarr i den norske kungen Harald hårdrådes hird.
När Halle fick veta att Einar Fluga hade dräpt en islänning beslöt han att sätta honom på plats. Lögnaktigt påstod han att den dräpte var hans bror och krävde gottgörelse. Einar skrattade ut honom, men då Halle berättade hur han i en dröm hade lärt sig niddiktningens konst av Torleif jarlsskald föll den vidskeplige Einar till föga och betalade mansboten. Berättelsen visar också vilket rykte som Torleif jarlsskald vid denna tid hade hunnit få genom sitt berömda jarlsnid.